# Jarmina
Jarmina (njem. Hermann) je općina u Hrvatskoj.
Općina Jarmina je općina sama za sebe, tj. ne sadrži nijedno drugo selo osim same Jarmine.

## Zemljopis
Općina Jarmina se nalazi na sjeverozapadnom dijelu Vukovarsko-srijemske županije.
Općina Jarmina graniči s 3 jedinice lokalne samouprave, a to su: Općina Markušica na sjeveru, zapadu i istoku, Općina Ivankovo i Grad Vinkovci na južnoj strani.

## Stanovništvo
| broj stanovnika | 783   | 829   | 882   | 1050  | 1163  | 1192  | 1236  | 1341  | 1917  | 1918  | 1987  | 2224  | 2509  | 2629  | 2627  | 2458  | 2016  |
|                 | 1857. | 1869. | 1880. | 1890. | 1900. | 1910. | 1921. | 1931. | 1948. | 1953. | 1961. | 1971. | 1981. | 1991. | 2001. | 2011. | 2021. |

## Povijest
Prema nekim mišljenjima (pučka etimologija) ime posjeda i sela Jarmina moglo je nastati od riječi jaram, jer se mala uzvisina između Bosuta i Vuke na kojoj se nalazila stara Jarmina uzdiže kao jaram na ravnici.
U srednjovjekovnim spomenicima pisanim latinskim jezikom naziv posjeda Jarmina zabilježen je u sljedećim oblicima: 1324. kao Jarumpna, a tijekom 14. stoljeća kao Jarumna. U obliku Jaronnazenthmiklos - Jarmina Sveti Nikola, prema tadašnjoj istoimenoj crkvi, mjesto je zabilježeno 1455. godine. Pod imenom Jaronna posjed se spominje 1481. godine, a 1484. i 1488. kao Jaromna.
Početkom 16. stoljeća ime je posjeda zapisano u obliku Jaramina, od čega se kasnije razvio naziv Jarmina, koji je prvi put ubilježen 1702. godine. Na zemljopisnoj karti iz 1709. godine ime sela upisano je u obliku Jarmena. Nakon toga to se ime pojavljuje u obliku u kojem ga i danas nalazimo - Jarmina.
Doturska Jarmina nije ležala na današnjem položaju sela, nego ondje gdje je hatar «Staro Crkvište». Tu je bila jarminska župna crkva Sv. Nikole, koja se spominje u dokumentima između 1332. i 1335. godine u popisima papinskog sakupljača novca za Svetu zemlju i križarsku vojsku. Pod Turcima od 1536. do 1662. ta se crkva više ne spominje. Ona je već u 16. stoljeću počela propadati, te je polako prešla u ruševine. Ali se za njezino postojanje ipak znalo, te je sačuvana samo u nazivu hatara «Staro Crkvište»
Nakon nekoliko pokušaja da se iz Bosne doseljeni Srbi zadrže u Jarmini, što nije uspjelo, njih je oko 1770. godine sasvim nestalo iz Jarmine.
Tada su u Jarminu uselili najprije Hrvati Ličani iz Modruša i Brinja i naselili oko tridesetak kuća. Kasnije su se pored Hrvata u Jarminu doselili u izvjesnom broju Česi i Slovaci. Tada je već Jarmina postala veće selo, te je u crkvenom pogledu bila filijala ivankovačke župe.
Oko 1770. godine novi posjednici jarminskog posjeda dignu to hrvatsko, češko i slovačko stanovništvo, a na njihovim selištima nastane njemačke došljake.
One hrvatske, češke i slovačke obitelji, koje su stjecajem prilika ostale u Jarmini, ženidbama i stalnim njemačkim utjecajem s vremenom su ponijemčene.
Poslije propasti srednjovjekovne jarminske župe u Jarmini se ponovo osniva župa 1805. godine. Jarmina je tada dobro naseljena Nijemcima. Prvi župnik ove obnovljene župe je Švicarac Franjo Saleški Sebastijan Rueschegg.
Katolička župna crkva Sv. Vendelina opata sagrađena je 1847. godine, a blagoslovio ju je vinkovački župnik Ivan Lauš, 20. listopada 1847. godine, na dan zaštinika župe sv. Vendelina, opata. Ovu crkvu gradio je župnik Karlo Hartl, rodom iz Osijeka. Prije ove crkve postojala je u Jarmini manja crkva koja je srušena kako bi se sagradila nova. Danas župa pripada vinkovačkom dekanata Đakovačko-osječke nadbiskupije s filijalama u Gabošu,Karadžićevu i Markušici.
Za vladanja austrijskog cara Leopolda osnovana je 1790. godine pučka škola u Jarmini.
1944. godine je komunistička vlast protjerala sve jarminačke Nijemce u svoju matičnu državu. Na njihova ognjišta doseljavaju Hrvati iz Hrvatskog zagorja, koji su najprije bili naseljeni u srpskim selima između Jarmine i Osijeka, a s njima zajedno ili malo poslije njih doseljavaju i novi Hrvati iz Hrvatskog zagorja. Tako je Jarmina danas u najvećoj većini hrvatsko selo s nešto malo Srba koji su za vrijeme Domovinskog rata ostali u selu.

### Domovinski rat
Prve granate u srpskoj agresiji na Jarminu su pale 17. kolovoza 1991. godine iz Gaboša. Otada je iz okolnih srpskih sela Jarmina nebrojeno puta napadana topovima, tenkovima, minama i bombama. Crkva je bila najvidljiviji i glavni cilj. Prva teška oštećenja crkvenog krova i zvonika dogodila su se u nedjelju 3. listopada 1991. godine. Sljedećeg dana kazetna bomba ubila je tri osobe, a 12 je teško ranjeno. U studenom 1991. Jarmina je napadana 21 put, u prosincu 17 puta. U siječnju 1992. podnijela je 6 napada, u veljači 12, u ožujku 9, u travnju 23.
Zvonik je pogođen dvadesetak puta, crkva je dobila više stotina pogodaka, teško je stradao župni dom. U subotu, 2. svibnja 1992. god. zvonik je tenkovskim granatama srušen. Do 7. svibnja bilo je još 5 napada. Iz Karadžićeva (nekadašnjih Križevaca), Markušice i Gaboša razarano je cijelo selo. Crkva je potpuno razbijena, strop se urušio u lađu, uništena je unutrašnjost.
Brigom i darovima talijanskog Caritasa obnovljene su oštećene kuće, opremljena je vodocrpna stanica i podignut vodotoranj. Zatim je sagrađen veliki društveni dom za mjesne vatrogasce, općinske urede i druge potrebe. Sagrađene su zatim i opremljene mjesna ambulanta i apoteka, a osmogodišnja škola snabdjevena je namještajem.
Posljednja je bila na redu najrazorenija zgrada u mjestu – župna crkva. Već u rujnu 1994. godine obnova crkve bila je završena. U četvrtak, 20. listopada 1994., na dan zaštitnika župe sv. Vendelina, opata crkva je svečano blagoslovljena i predana vjernicima. Blagoslovio ju je zagrebački nadbiskup, kardinal Franjo Kuharić, a uz njega je bio dijecezanski biskup Ćiril Kos te nadbiskup iz Udina u ime talijanskog Caritasa.
Velikodušnim darovima talijanskog Caritasa i njegovom brižnom skrbi u tijeku cijele obnove Jarmina je prvo mjesto u Hrvatskoj koje je nakon rata cijelovito obnovljeno.

## Poznate osobe
- Helena Delaš, hrvatska jezikoslovka
- Petar Bručić, hrvatski nogometaš

## Spomenici i znamenitosti
- Crkva sv. Vendelina
- Arheološko nalazište Kamenica
- Spomenik stradalnicima iz I. svjetskog rata

## Obrazovanje
U Jarmini se nalazi osnovna škola “Matija Gubec”, dok za srednju školu učenici putuju u Vinkovce, Vukovar, Osijek ili Đakovo.

## Kultura
- Kulturno umjetničko društvo "Zvonko Ban"

Folklorna skupina izvodi prvenstveno pjesme i plesove Hrvatskog zagorja, ali i plesove iz Slavonije, Splita, Baranje i Bunjevaca. KUD Zvonko Ban osnovan je 1976. godine pod nazivom "Franjo Ksaver Kuhač". 1998. godine mijenja se naziv društva u spomen na svog dugogodišnjeg člana koji je poginuo u Domovinskom ratu. KUD Zvonko Ban je redoviti sudionik Vinkovačkih jeseni, a gostuje i diljem Hrvatske. KUD Zvonko Ban je i nositelj dviju manifestacija u Jarmini koje su postale tradicionalne, a to su : "Martinje" i "Zagorje v srcu"

## Šport
- NK Borinci Jarmina

## Vanjske poveznice
- Službena stranica Općine Jarmina
- Udruga katoličkih izviđača Jarmina
- KUD "Zvonko Ban"[neaktivna poveznica]